# The Heart Of Everything World Tour
The Heart Of Everything World Tour es la cuarta gira del quinteto Within Temptation,con este último álbum (The Heart of Everything) la banda logró un éxito jamás esperado en países que ellos ni siquiera conocían. Grabaron un concierto corto en Japón para incluirlo en una edición limitada del álbum y como adelanto de lo que serían los shows del otro lado del Atlántico.

## Lista de canciones
| Primera Etapa- |
| --- |
| 1. "Jillian (I'd Give My Heart) " 2. "The Howling" 3. "Stand My Ground" 4. "The Cross" 5. "What Have You Done" 6. "Hand Of Sorrow" 7. "The Heart Of Everything" 8. "Forgiven" 9. "Restless" 10. "Frozen" 11. "Our Solemn Hour" 12. "Angels" 13. "Mother Earth" 14. "The Truth Beneath The Rose" 15. "Deceiver Of Fools" 16. "All I Need" 17. "Ice Queen" |

| Segunda Etapa |
| --- |
| 1. "Jillian (I'd Give My Heart) " 2. "The Howling" 3. "Stand My Ground" 4. "The Cross" 5. "What Have You Done" 6. "Hand Of Sorrow" 7. "The Heart Of Everything" 8. "Forgiven" 9. "Our Solemn Hour" 10. "Forsaken" 11. "The Promise" 12. "Frozen" 13. "Angels" 14. "Mother Earth" 15. "The Truth Beneath The Rose" 16. "Deceiver Of Fools" 17. "Ice Queen" |

## Fechas del Tour
| (Europa)                 |                    |                 |                               |
| 14 de marzo de 2007      | Ámsterdam          | Holanda         | Melkweg                       |
| 24 de marzo de 2007      | Lisboa             | Holanda         | Paradise Garage               |
| 25 de marzo de 2007      | Madrid             | España          | La Riviera                    |
| 26 de marzo de 2007      | Barcelona          | España          | Sala Apolo                    |
| 28 de marzo de 2007      | Lyon               | Francia         | Transbordeur                  |
| 29 de marzo de 2007      | Milán              | Italia          | Alcatraz                      |
| 30 de marzo de 2007      | Zúrich             | Italia          | Alpheus                       |
| 1 de abril de 2007       | Viena              | Austria         | Gasometer                     |
| 2 de abril de 2007       | Múnich             | Alemania        | Tonhalle                      |
| 3 de abril de 2007       | Zürich             | Suiza           | X-tra                         |
| 4 de abril de 2007       | Stuttgart          | Alemania        | Messe Congresszentrum B       |
| 5 de abril de 2007       | Berlín             | Alemania        |                               |
| 10 de abril de 2007      | Mánchester         | Alemania        | Manchester Academy            |
| 12 de abril de 2007      | Glasgow            | Reino Unido     | Garage                        |
| 13 de abril de 2007      | Wolverhampton      | Reino Unido     | Wulfrun Hall                  |
| 14 de abril de 2007      | Londres            | Reino Unido     | Astoria                       |
| 17 de abril de 2007      | Hamburgo           | Alemania        | Docks                         |
| 19 de abril de 2007      | Copenhague         | Dinamarca       | Vega Hall                     |
| 20 de abril de 2007      | Oslo               | Noruega         | Sentrum Scene                 |
| 21 de abril de 2007      | Estocolmo          | Suecia          | Arenan                        |
| 23 de abril de 2007      | Helsinki           | Finlandia       | House of Culture              |
| 24 de abril de 2007      | Tampere            | Finlandia       | Klubi Pakkahuone              |
| 26 de abril de 2007      | Gotemburgo         | Suecia          | Trädgårn                      |
| 28 de abril de 2007      | Lille              | Francia         |                               |
| 9 de mayo de 2007        | París              | Francia         | Bataclan                      |
| (Estados Unidos)         |                    |                 |                               |
| 5 de septiembre de 2007  | Boston             | Estados Unidos  | Paradise Rock Club            |
| 8 de septiembre de 2007  | Boston             | Estados Unidos  | Paradise Rock Club            |
| 9 de septiembre de 2007  | Filadelfia         | Estados Unidos  | Theater of the Living Arts    |
| 11 de septiembre de 2007 | Toronto            | Canadá          | Mod Club Theatre              |
| 12 de septiembre de 2007 | Cleveland          | Canadá          | House of Blues                |
| 14 de septiembre de 2007 | Detroit            | Estados Unidos  | St. Andrew's Hall             |
| 15 de septiembre de 2007 | Chicago            | Estados Unidos  | Houes of blues                |
| 16 de septiembre de 2007 | Saint Paul         | Estados Unidos  | Station 4                     |
| 18 de septiembre de 2007 | Denver             | Estados Unidos  | Cervantes                     |
| 21 de septiembre de 2007 | San Francisco      | Estados Unidos  | lim's                         |
| 22 de septiembre de 2007 | Hollywood          | Estados Unidos  | Avalon                        |
| 23 de septiembre de 2007 | Tempe              | Estados Unidos  | Marquee Theatre               |
| (Europa) 2007            |                    |                 |                               |
| 1 de octubre de 2007     | Múnich             | Alemania        | Tonhalle                      |
| 2 de octubre de 2007     | Zúrich             | Suiza           | X-tra                         |
| 3 de octubre de 2007     | Viena              | Austria         | Gasometer                     |
| 5 de octubre de 2007     | Leipzig            | Alemania        | Haus Auensee                  |
| 6 de octubre de 2007     | Berlín             | Alemania        | Columbiahalle                 |
| 8 de octubre de 2007     | París              | Francia         | Le Zenith                     |
| 9 de octubre de 2007     | Stuttgart          | Alemania        | Messe Congresszentrum B       |
| 10 de octubre de 2007    | Colonia            | Alemania        | E-Werk                        |
| 24 de noviembre de 2007  | Eindhoven          | Países Bajos    | Beursgebouw                   |
| 27 de noviembre de 2007  | Londres            | Reino Unido     | Brixton Academy               |
| 28 de noviembre de 2007  | Birmingham         | Reino Unido     | Birmingham Academy            |
| 29 de noviembre de 2007  | Mánchester         | Reino Unido     | Manchester Academy            |
| 30 de noviembre de 2007  | Mánchester         | Reino Unido     | Manchester Academy            |
| (Europa) 2008            |                    |                 |                               |
| 10 de enero de 2008      | Bolonia            | Reino Unido     | Estragon                      |
| 11 de enero de 2008      | Milán              | Reino Unido     | Live Club                     |
| 13 de enero de 2008      | Graz               | Austria         | Orpheum                       |
| 14 de enero de 2008      | Zagreb             | Croacia         | Tvornica Kulture              |
| 16 de enero de 2008      | Varsovia           | Polonia         | Stodola                       |
| 17 de enero de 2008      | Praga              | República Checa | Roxy                          |
| 18 de enero de 2008      | Budapest           | Hungría         | Petofi Csarnok                |
| 19 de enero de 2008      | Liubliana          | Eslovenia       | VPK                           |
| 7 de febrero de 2008     | Róterdam           | Holanda         | Ahoy                          |
| 17 de febrero de 2008    | Moscú              | Rusia           | Shadow Club                   |
| Latinoamérica            |                    |                 |                               |
| 3 de abril de 2008       | Ciudad de México   | México          | Circo Volador                 |
| 4 de abril de 2008       | Monterrey          | México          | Café Iguana                   |
| 5 de abril de 2008       | Guadalajara        | México          | Teatro Cavaret                |
| 6 de abril de 2008       | Ciudad de México   | México          | Hard Rock Café                |
| 8 de abril de 2008       | Manizales          | Colombia        | Teatro Fundadores             |
| 9 de abril de 2008       | Bogotá             | Colombia        | Teatro Jorge Eliécer Gaitán   |
| 11 de abril de 2008      | Santiago de Chile  | Chile           | Teatro Caupolicán             |
| 12 de abril de 2008      | Buenos Aires       | Argentina       | Teatro Flores                 |
| 13 de noviembre de 2008  | São Paulo          | Brasil          | Espaco Lux                    |
| Festivales de Verano     |                    |                 |                               |
| 5 de mayo de 2008        | Zwolle             | Países Bajos    | Bevrijdingspop Festival       |
| 23 de mayo de 2008       | Ureterp            | Países Bajos    | Oerrock                       |
| 30 de mayo de 2008       | Bathmen            | Países Bajos    | Bekefeesten                   |
| 31 de mayo de 2008       | Madrid             | España          | Electric Weekend              |
| 7 de junio de 2008       | Huttwil            | Suiza           | Rock Sound Festival           |
| 13 de junio de 2008      | Hazerswoude Dorp   | Países Bajos    | Egelantier Live               |
| 14 de junio de 2008      | Leusden            | Países Bajos    | Puddingpop Festival           |
| 15 de junio de 2008      | Castle Donington   | Reino Unido     | Download Festival             |
| 20 de junio de 2008      | Ermelo             | Países Bajos    | Multipop Festival             |
| 27 de junio de 2008      | Dischingen         | Alemania        | Rock am Härtsfeldsee          |
| 5 de julio de 2008       | Twickenham Stadium | Reino Unido     | Twickenham Stadium            |
| 9 de julio de 2008       | Athens             | Grecia          | Rockwave Festival             |
| 11 de julio de 2008      | Oeiras             | Portugal        | Optimus Alive!                |
| 13 de julio de 2008      | Vizovice           | República Checa | Masters of Rock Festival      |
| 19 de julio de 2008      | Osterode Am Harz   | Alemania        | Rock Harz Open Air            |
| 26 de julio de 2008      | Oulu               | Finlandia       | Q Stock Festival              |
| 15 de julio de 2008      | Hasselt            | Bélgica         | Pukkelpop Festival            |
| 2 de agosto de 2008      | Mariestad          | Suecia          | Klubb Kaliber Fyller Fem      |
| 6 de agosto de 2008      | Utrecht            | Países Bajos    | Tivoli                        |
| 14 de agosto de 2008     | Arras              | Francia         | Rock En France                |
| 15 de agosto de 2008     | Hasselt            | Bélgica         | Pukkelpop Festival            |
| 16 de agosto de 2008     | Assen              | Países Bajos    | TT Circuit Assen              |
| 17 de agosto de 2008     | Jonschwil          | Suiza           | Degenaupark                   |
| 30 de agosto de 2008     | La Haya            | Países Bajos    | Beatstad Festival             |
| 1 de septiembre de 2008  | Jersón             | Ucrania         | kRock u Maybutje, Park Slavy  |
| 3 de septiembre de 2008  | Kiev               | Ucrania         | CKM NAU                       |
| 13 de septiembre de 2008 | Tiel               | Países Bajos    | Appelpop Festival             |
| Dia del aficionado 2008  |                    |                 |                               |
| 2 de noviembre de 2008   | Tilburg            | Países Bajos    | 013                           |
| Gira de teatro 2008      |                    |                 |                               |
| 13 de noviembre de 2008  | Middelburg         | Países Bajos    | Stadsschouwburg Middelburg    |
| 14 de noviembre de 2008  | Amberes            | Bélgica         | Koningin Elisabethzaal        |
| 16 de noviembre de 2008  | Almere             | Países Bajos    | Schouwburg Almere             |
| 17 de noviembre de 2008  | Utrecht            | Países Bajos    | Vredenburg, Leidsche Rijn     |
| 18 de noviembre de 2008  | Apeldoorn          | Países Bajos    | Stadsschouwburg Orpheus       |
| 19 de noviembre de 2008  | Heerlen            | Países Bajos    | Theater Heerlen               |
| 21 de noviembre de 2008  | Maastricht         | Países Bajos    | Theater Aan Het Vrijthof      |
| 22 de noviembre de 2008  | Nimega             | Países Bajos    | Concertgebouw De Vereeniging  |
| 23 de noviembre de 2008  | Enschede           | Países Bajos    | Muziekcentrum Enschede        |
| 24 de noviembre de 2008  | Groninga           | Países Bajos    | De Oosterpoort                |
| 26 de noviembre de 2008  | Leeuwarden         | Países Bajos    | Stadsschouwburg De Harmonie   |
| 27 de noviembre de 2008  | Haarlem            | Países Bajos    | Philharmonie Haarlem          |
| 29 de noviembre de 2008  | Zwolle             | Países Bajos    | Theater De Spiegel (Rabozaal) |
| 30 de noviembre de 2008  | Eindhoven          | Países Bajos    | Muziekcentrum Frits Philips   |
| 1 de diciembre de 2008   | Róterdam           | Países Bajos    | Nieuwe Luxor Theater          |